# Василевка (Синельниковский район)
Василевка (укр. Василівка) — село,
Михайловский сельский совет,
Синельниковский район,
Днепропетровская область,
Украина.
Код КОАТУУ — 1224885002. Население по переписи 2001 года составляло 205 человек.

## Географическое положение
Село Василевка находится в 2-х км от левого берегу реки Осокоровка,
в 2-х км от сёл Павловка, Петровское и Михайловка.
По селу протекает пересыхающий ручей с запрудой.
Рядом проходят автомобильная дорога М-18 (E 105) и
железная дорога, станция Ивковка в 5-и км.